# Limentinus aldabranus
Limentinus aldabranus är en insektsart som beskrevs av William Lucas Distant 1917. Limentinus aldabranus ingår i släktet Limentinus och familjen dvärgstritar. Utöver nominatformen finns också underarten L. a. punctatus.